# Frontière entre le Liban et la Syrie

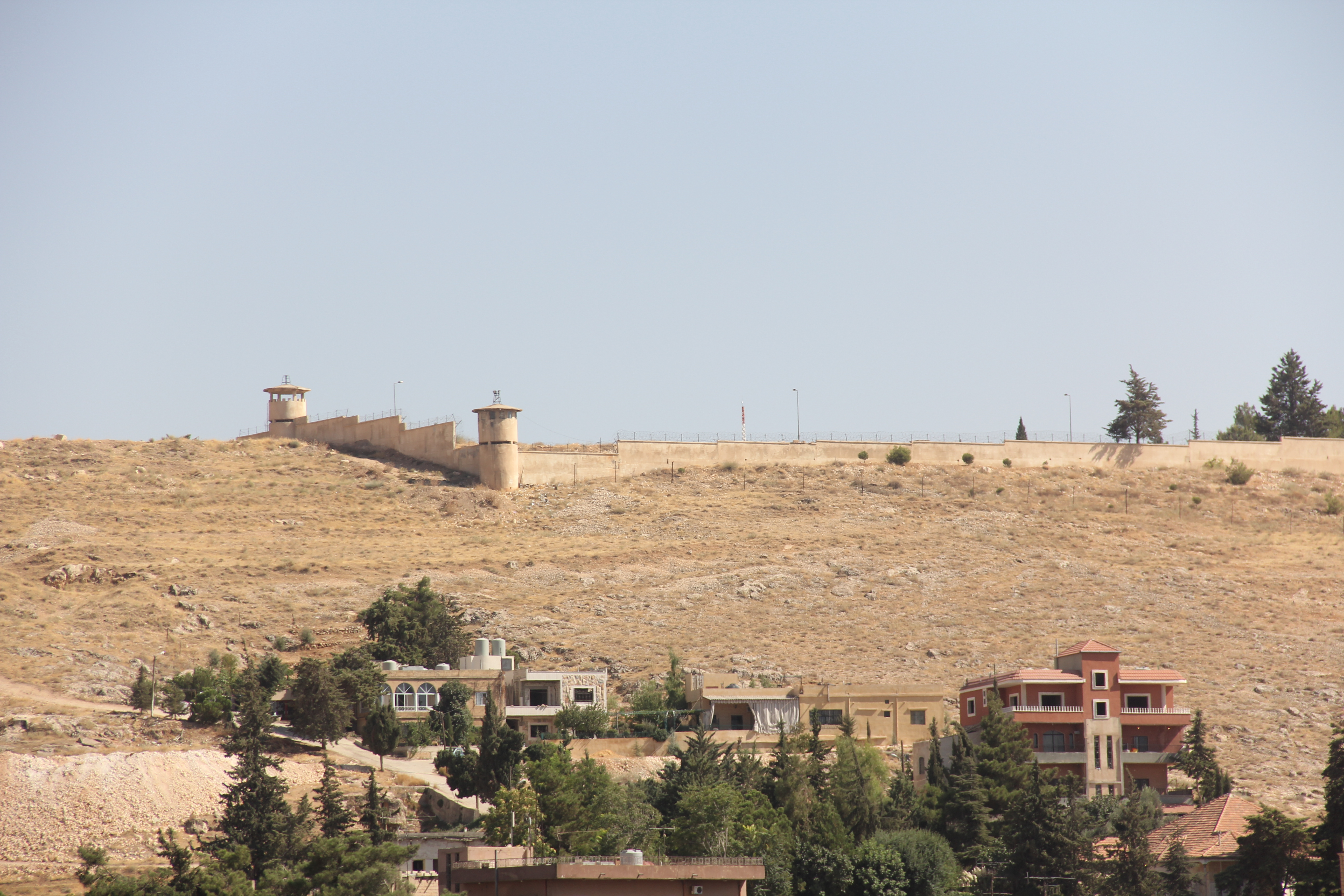
Vue de la frontière depuis le Liban près de Baalbek.

La frontière entre le Liban et la Syrie suit approximativement, dans son parcours Nord-Sud, les lignes de crête du massif de l'Anti-Liban et, dans son parcours Est-Ouest (au Nord du Liban) le cours du Nahr al-Kabir.
Cette frontière n'a jamais été délimitée avec précision conjointement par les deux pays, bien que le Liban en ait fait la demande.
Les tracés sur les cartes syriennes et libanaises divergent en plusieurs endroits. Les limites des circonscriptions foncières frontalières des deux pays, tracées sous le mandat français, ne respectent pas la frontière politique tracée par les mêmes autorités du mandat français en 1920 lors de la création du Grand Liban.
La région de Deir el Achayer proche de la route de Damas fournit un exemple de territoire considéré par l'un et l'autre pays comme lui appartenant.
La zone des fermes de Chebaa a été longtemps absente des cartes libanaises et considérée comme syrienne. Elle a été occupée par Israël avec le Golan syrien lors de la guerre des 6 jours en 1967. Elle a été réclamée par le Liban après le retrait israélien du Sud-Liban en 2000, avec l'appui de la Syrie. Ce litige frontalier a entretenu l'état de guerre à la frontière israélo-libanaise.
Après la chute de l’ancien régime syrien, il y a eu des affrontements entre les clans libanais de la région de Baalbek-Hermel et la nouvelle armée syrienne.